# 5ТД

Комп'ютерна графічна модель двигуна 5ТДФ

5ТД — ряд двотактних 5-ти циліндрових дизельних двигунів, створений під керівництвом О. Д. Чаромського у спеціалізованому КБ по танковому двигунобудуванню на Харківському заводі ім. Малишева.
Багатопаливні двигуни, призначені для встановлення на різні модифікації танків Т-64, з високим наддувом, рідинним охолодженням, безпосереднім впорскуванням палива, протилежно рухомими поршнями, горизонтальним розташуванням циліндрів (діаметр циліндра 120 мм, хід поршня 2×120 мм), 5-ти циліндрові, потужністю 700—1050 к.с. в залежності від модифікації.

## Історія

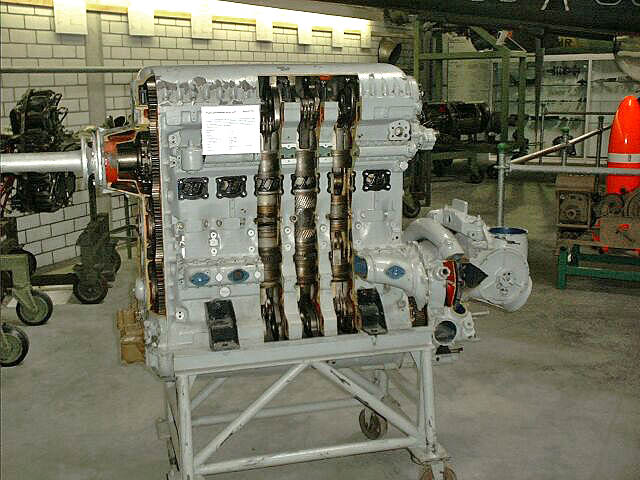
Двигун Junkers Jumo 205 в розрізі

Потреба у новому двигуні виникла під час розробки танка Т-64 на початку 1950-тих років. Головний конструктор нового танка вимагав створити компактний, з порівняно невеликими габаритами, моторний відсік. Тому одразу довелось відмовитись від традиційного V-подібного танкового двигуна В-2. Серед розглянутих варіантів був прототип двигуна розробки О. Д. Чаромського, прототипом якого був трофейний авіаційний двигун «Junkers» Ju 105 (ймовірно Junkers Jumo 205). Однак власне двигуна у Чаромського на той час не було, а був лише випробувальний стенд з одноциліндровим двотактним дизельним двигуном.
В 1953 році О. Д. Чаромський був відправлений у відрядження в Харків, де під його керівництвом був створений чотирициліндровий двигун 4ТПД потужністю 480 к.с. Оскільки такої потужності було замало, довелось встановити іще один циліндр, отриманий п'ятициліндровий дизельний двигун 5ТД потужністю 600 к.с.
Через відсутність належних умов та потребу створити виробництво двигунів з нуля, перші двигуни мали численні вади, а доведення ресурсу моторів до 100 годин вважалось великим досягненням. Проте з часом вади вдалось усунути, а ресурс двигунів поліпшити до щонайменше 500 мотогодин у 5ТДФ.
Двигун 5ТДФМА потужністю 1050 к. с. був використаний для створення модернізованої версії танку Т-72 — Т-72УА-1. Новий двигун був встановлений зі збереженням штатної системи охолодження та без значного доопрацювання корпусу танка. Компактні габарити двигуна дозволили розташувати у моторно-трансмісійному відділені додаткову силову установку ЭА-10-2 потужністю 10 кВт при витратах пального 3,8 кг/година.
З огляду на виклики, які постали перед Україною внаслідок збройної агресії з боку Росії, були посилені роботи над подальшою модернізацією танків Т-64 (і Т-64БВ). Так, наприклад, в червні 2016 року стало відомо про модернізацію двигуна 5ТДФ. На державному підприємстві «Харківський бронетанковий завод», на дослідній станції дизельних двигунів з комп'ютерною системою збору інформації модернізовано двигун 5ТДФ. З цим двигуном ходові якості та моторесурс бойової машини значно зростають.
Станом на вересень 2018 року на українських підприємствах було налагоджено капітальний ремонт двигунів 5ТДФ, створено деякий запас відремонтованих двигунів. Для цього було опановано виробництво критичних складових, які раніше в Україні не виготовлялись, оскільки майже все виробництво бронетанкової техніки в Україні проходило в тісній кооперації з Російською Федерацією.

## Галерея

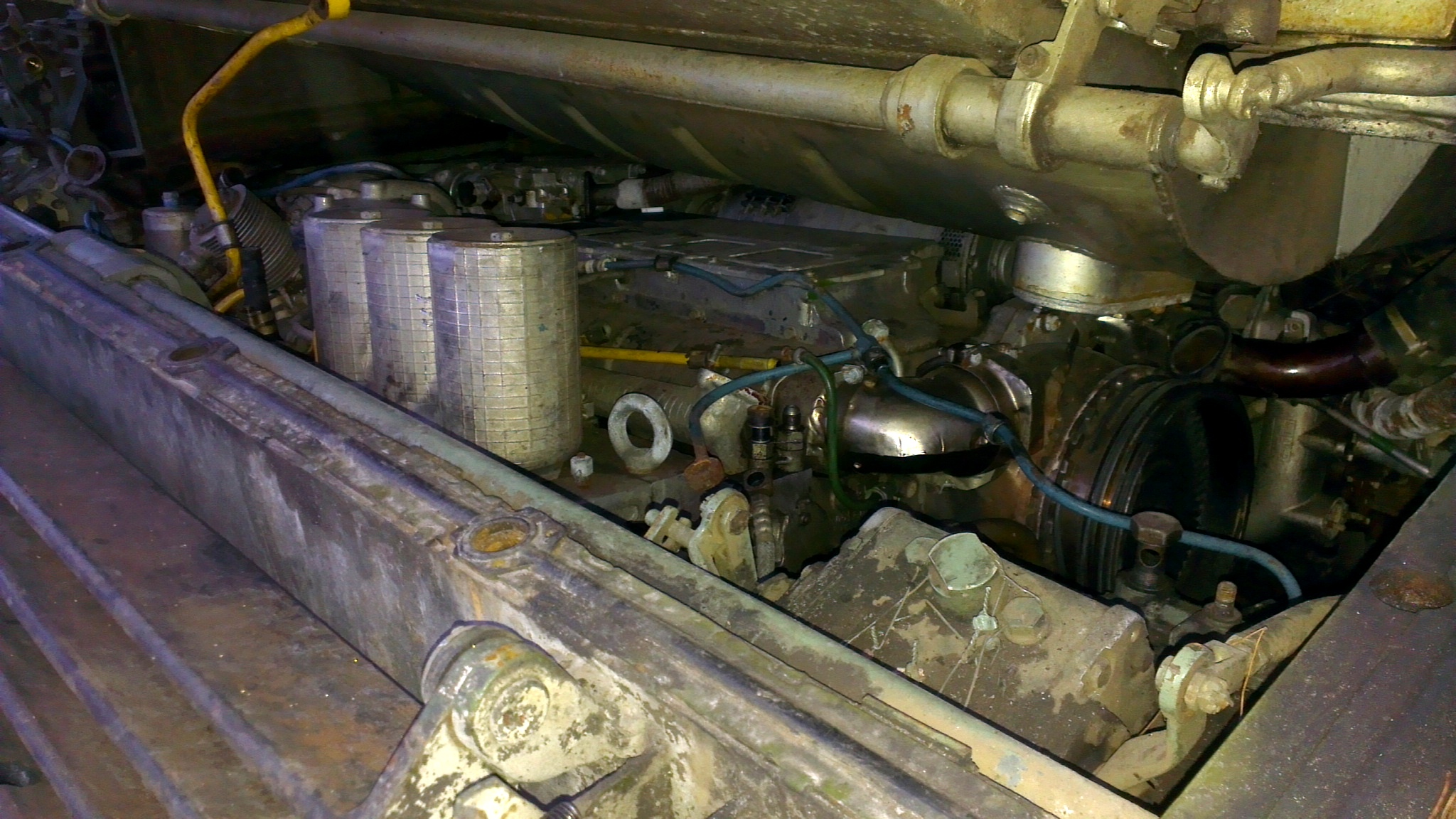
Двигун 5ТДФ в моторно-трансмісійному відділенні танка Т-64БВ, кришка відділення піднята
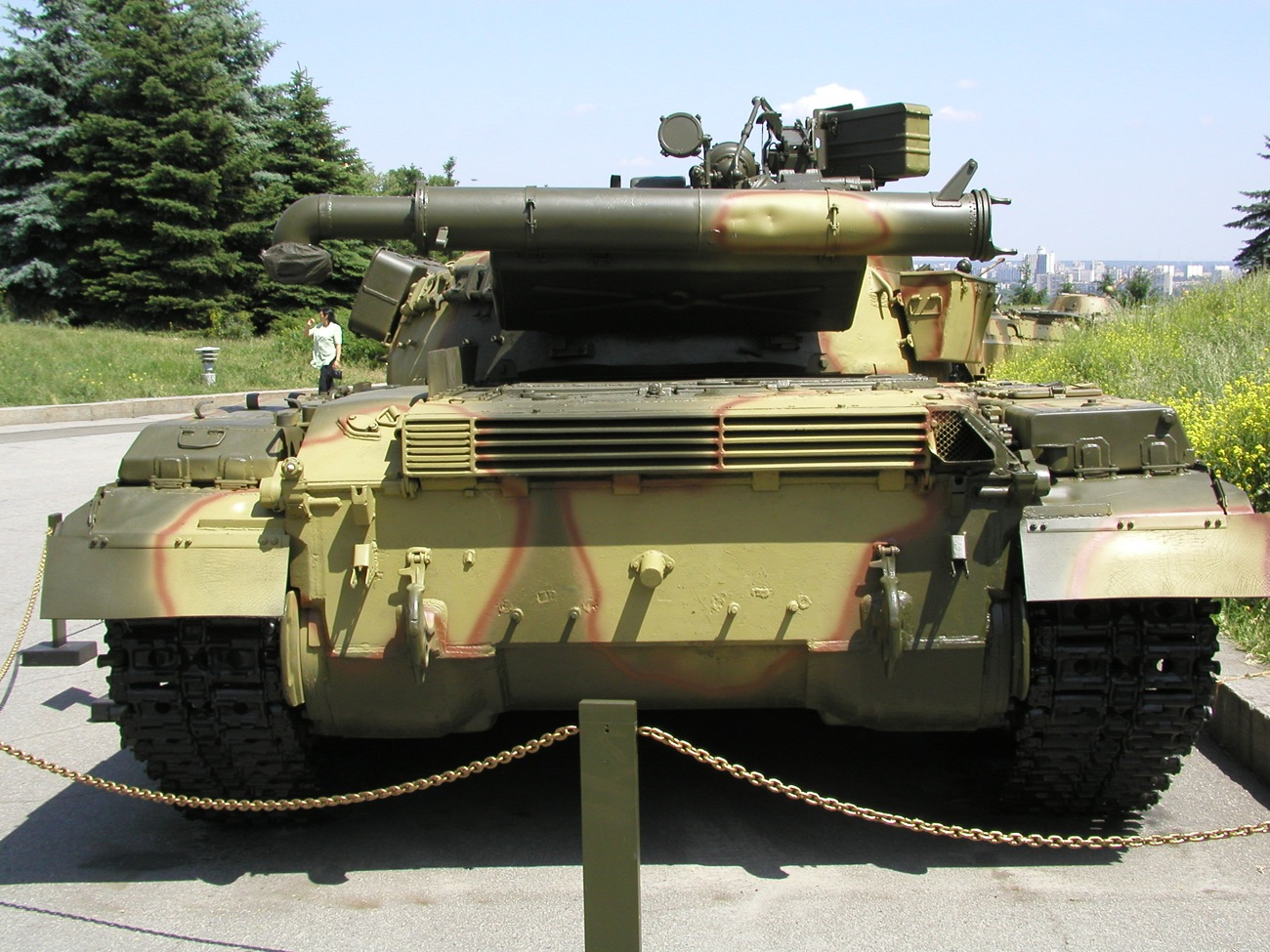
Прямокутний отвір захищений металевими жалюзями — вихідний отвір ежектора системи охолодження радіатора з використанням енергії відпрацьованих газів, правіше нього видно випускну трубу для відпрацьованих газів
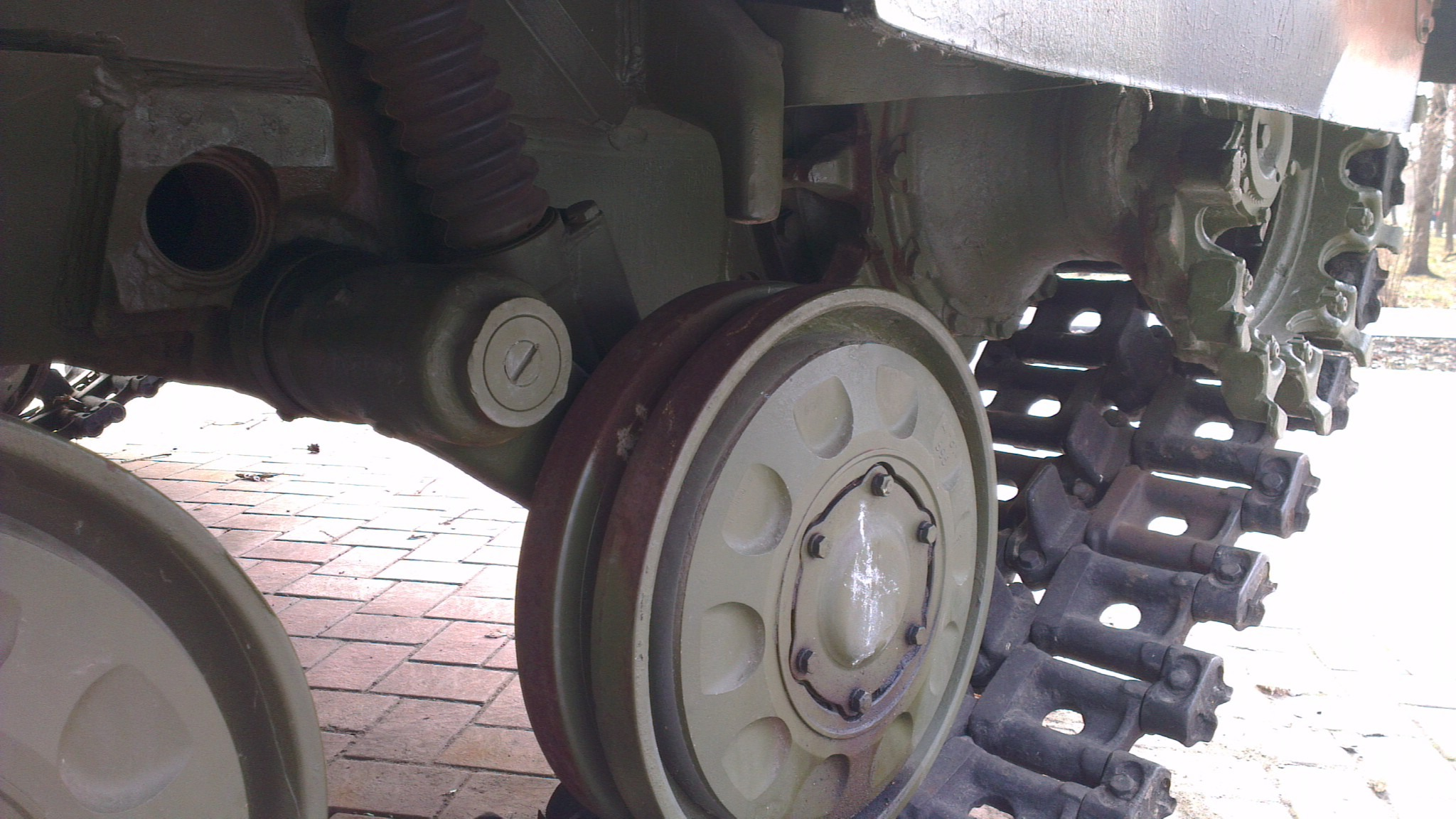
Вихлопний отвір від системи попереднього підігріву, знаходиться з лівого боку корпуса танка між останніх котків

## Характеристики
| Параметри                        | Двигуни             | Двигуни                            | Двигуни       |
| -------------------------------- | ------------------- | ---------------------------------- | ------------- |
| Параметри                        | 5ТДФ                | 5ТДФМ                              | 5ТДФМА        |
| Застосування                     | Танки Т-64, Т-64БМ2 | Танки Т-64БМ, Т-55, Т-64БМ «Булат» | Танк Т-72УА-1 |
| Потужність, к.с.                 | 700                 | 850                                | 1050          |
| Питома витрата палива, г/е.к.с.г | 158                 | 160                                | 153           |
| Маса, кг                         | 1040                | 1040                               | 1040          |
| Габарити, мм                     | 1413×955×581        | 1413×955×581                       | 1413×955×581  |

## Виноски
1. ↑  Радянські фахівці ознайомились з німецькими літаками доставленими з Іспанії в 1937—1938 роки. Серед них був бомбардувальник Ju 86 з двигуном Jumo 205. Цей двигун вигідно вирізнявся питомою витратою палива та літровою потужністю. Навіть НДІ ВПС РСЧА радив налагодити його виробництво у СРСР (див. Д.А. Соболев, Д.Б. Хазанов (2000). Немецкий след в истории отечественной авиации. с. 143—144.). Також цей двигун ставили на Ha 139